# Tělovýchovná jednota Sparta ČKD Praha 1987-1988
Questa voce raccoglie le informazioni riguardanti il Tělovýchovná jednota Sparta ČKD Praha nelle competizioni ufficiali della stagione 1987-1988.

## Stagione
Lo Sparta Praga vince agevolmente sia il campionato (10 lunghezze di vantaggio sul Dukla Praga), sia la coppa nazionale (2-0 sull'Inter Bratislava) centrando una doppietta che mancava dalla stagione 1983-1984, quando alla guida c'era ancora Ježek.
In Europa umiliano gli islandesi del Fram per 10-0 facendosi estromettere agli ottavi di finale dall'Anderlecht per 3-1.
Novák conquista il titolo marcatori della Coppa dei Campioni assieme ad altri sei calciatori.

## Calciomercato
Vengono ceduti Calta (Teplice), Kočí (SC Xaverov), Procházka (Dynamo České Budějovice) e Denk (Spartak ZVU Hradec Králové).
I nuovi acquisti sono Jiří Novotný (futura bandiera dei granata, proveniente dalle giovanili), Horst Siegl (altro calciatore che diverrà fondamentale negli anni a venire, proveniente dalle giovanili dello Slavia Karlovy Vary) e ritorna Griga dal Dukla Praga.

## Rosa
| N. |                           | Ruolo | Calciatore       |
| -- | ------------------------- | ----- | ---------------- |
|    | Cecoslovacchia (bandiera) | P     | Andre Houška     |
|    | Cecoslovacchia (bandiera) | P     | Jan Stejskal     |
|    | Cecoslovacchia (bandiera) | D     | Petr Vrabec      |
|    | Cecoslovacchia (bandiera) | D     | Ján Orgonik      |
|    | Cecoslovacchia (bandiera) | D     | Ivan Čabala      |
|    | Cecoslovacchia (bandiera) | D     | Július Bielik    |
|    | Cecoslovacchia (bandiera) | D     | František Straka |
|    | Cecoslovacchia (bandiera) | C     | Jiří Novotný     |
|    | Cecoslovacchia (bandiera) | C     | Jozef Chovanec   |
|    | Cecoslovacchia (bandiera) | C     | Michal Bílek     |

| N. |                           | Ruolo | Calciatore           |
| -- | ------------------------- | ----- | -------------------- |
|    | Cecoslovacchia (bandiera) | C     | Daniel Drahokoupil   |
|    | Cecoslovacchia (bandiera) | C     | Tomáš Skuhravý       |
|    | Cecoslovacchia (bandiera) | C     | Ivan Hašek           |
|    | Cecoslovacchia (bandiera) | C     | Josef Jarolím        |
|    | Cecoslovacchia (bandiera) | C     | Stanislaw Lieskovský |
|    | Cecoslovacchia (bandiera) | C     | Václav Němeček       |
|    | Cecoslovacchia (bandiera) | A     | Stanislav Griga      |
|    | Cecoslovacchia (bandiera) | A     | Petar Novák          |
|    | Cecoslovacchia (bandiera) | A     | Horst Siegl          |
|    | Cecoslovacchia (bandiera) | A     | Vítězslav Lavička    |